# John Robison

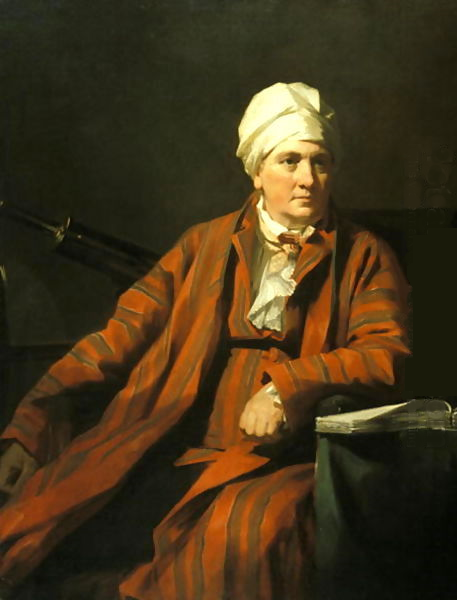
John Robison.

John Robison (4 de febrero de 1739-30 de enero de 1805) fue un físico y matemático británico. Fue profesor de filosofía natural (precursora de las ciencias naturales) en la Universidad de Edimburgo.
Fue miembro de la Sociedad Filosófica de Edimburgo cuando ésta recibió su autorización real, y fue nombrado primer secretario general de la Real Sociedad de Edimburgo (1783-98). Robison inventó la sirena y también trabajó con James Watt en un primer coche de vapor. Tras la Revolución Francesa, Robison se desilusionó con elementos de la Ilustración. En 1797 escribió Pruebas de una conspiración, una polémica en la que acusaba a la masonería de estar infiltrada por la Orden de los Illuminati de Weishaupt. Su hijo fue el inventor Sir John Robison (1778-1843).

## Biografía
Siendo él mismo un masón, iniciado en Lieja, denunció una conspiración masónica-illuminati contra los poderes establecidos en Europa en su libro Proofs of a Conspiracy against all the Religions and Governments of Europe, carried on in the Secret Meetings of Free-Masons, Illuminati and Reading Societies, etc., collected from good authorities en 1797. Sus teorías son parecidas, pero independientes, a las de su contemporáneo el abad Augustin Barruel.

## Teorías
Según Robison la estructura de la masonería se infiltró en varias ocasiones, por los jesuitas y sobre todo por los Iluminados de Baviera y se utilizó para promover intenciones subversivas contra los gobiernos y la religión en Europa en particular durante la Revolución francesa.
Robinson declaró que los Iluminados de Baviera se reformaron  inmediatamente bajo otro nombre después de la disolución oficial el 22 de junio de 1784 por el Príncipe elector de Baviera, duque Karl Theodor.

## Obras

### Científicas
- Outlines of mechanical philosophy : containing the heads of a course of lectures, Edinburgh, William Creech, 1781.
- Outlines of a course of experimental philosophy, Edinburgh, William Creech, 1784.
- Outlines of a course of lectures on mechanical philosophy, Edinburgh, J. Brown, 1803.
- Elements of mechanical philosophy : being the substance of a course of lectures on that science, vol 1, Edinburgh, Archibald Constable, 1804.
- The articles "steam" and "steam-engines" written for the Encyclopedia Britannica, edited by David Brewster with notes and additions by James Watt and a letter on some properties, Edinburgh and London, James Ballantyne & Co. 1818.
- A system of mechanical philosophy, Edinburgh, J. Murray, 1822.

### Conspiracionista y antimasónica
- Proofs of a Conspiracy against all the Religions and Governments of Europe, carried on in the Secret Meetings of Free-Masons, Illuminati and Reading Societies, etc., collected from good authorities, Edinburgh, 1797 ; 2nd ed. London, T. Cadell & W. Davies, 1797 with a Postsript ; 3rd ed. with Postscript, Philadelphia, T. Dobson & W. Cobbet, 1798 ; New York, 1798 ; Dublin 1798 ; Proofs of a Conspiracy, Western Islands, 1900 ; The Illuminati, taken from "Proofs of a world conspiracy", Elizabeth Knauss [1930] ; Proof's [sic!] of a conspiracy, Ram Reprints, 1964 ; Proofs of a conspiracy, Boston, Western Islands, "The Americanist classics", [1967] ; Proofs of a conspiracy, Islands Press, 1978 ; C P a Book Pub, 2002 ISBN 0-944379-69-9 ; Kessinger Publishing, 2003 ISBN 0-7661-8124-3 Texto en línea en inglés Archivado el 22 de junio de 2008 en Wayback Machine.